# Cases al carrer Bonavista, 1-5 (Santa Coloma de Gramenet)
Les Cases al carrer Bonavista, 1-5 és una obra de Santa Coloma de Gramenet (Barcelonès) protegida com a Bé Cultural d'Interès Local.

## Descripció
Es tracta d'un habitatge cantoner que consta de planta baixa i pis. Les façanes principals presenten finestres i balcons disposats simètricament. Destaca la galeria formada per quatre arcs amb balustrada de la façana principal. Els paraments estan arrebossats. La coberta és de teula a dues aigües però no es veu des del carrer, ja que queda amagada darrere del coronament. Aquest està format per un remat amb frontons amb motllures.